# Chris Guthrie
Christopher William Guthrie (sinh ngày 7 tháng 9 năm 1953) là một cựu cầu thủ bóng đá người Anh từng thi đấu ở vị trí tiền đạo ở Football League.